# Erich von Stroheim
Pour les articles homonymes, voir Stroheim.
Erich Oswald Stroheim, dit Erich von Stroheim [ˈeːʁɪç fɔn ˈʃtʁoːhaɪ̯m], est un acteur, scénariste, réalisateur et écrivain américain d'origine austro-hongroise, né le 22 septembre 1885 à Vienne (Autriche-Hongrie) et mort le 12 mai 1957 à Maurepas (France).
Il fut un des réalisateurs les plus ambitieux de l'époque du cinéma muet (Queen Kelly, Folies de femmes, Les Rapaces, etc.). Jugés extravagants et souvent mutilés par les producteurs, ses films ont depuis été reconsidérés par la critique. Partageant sa carrière entre les États-Unis et la France, c'est cependant en tant qu'acteur qu'il demeure dans les mémoires notamment pour ses interprétations d'un officier allemand dans La Grande Illusion de Jean Renoir (1937) ou d'un metteur en scène déchu aux côtés de Gloria Swanson dans Boulevard du crépuscule de Billy Wilder (1950).

## Biographie

### Jeunesse
Son enfance et sa formation restent obscures, sa biographie autorisée étant assez fantaisiste. Né Eric Oswald Stroheim, de Benno Stroheim et Johanna Bondy, un couple de juifs pratiquants, il se déclare comte Eric Oswald Marc Hans Carl Maria von Stroheim und Nordenwall, fils d'un notable autrichien catholique. S'il semble avoir travaillé quelque temps dans l'atelier de chapeaux de paille de son père, sa carrière militaire, souvent évoquée, n'est pas avérée.
Il émigre aux États-Unis en 1909 sans but précis, grâce au financement d'un oncle.

### Carrière
Après avoir exercé divers métiers, il arrive à Hollywood en 1914, où très vite il entame une carrière d'assistant-réalisateur, notamment auprès de D. W. Griffith sur le tournage d'Intolérance. Avec l'avènement de la Première Guerre mondiale, Stroheim se voit confier une multitude de rôles d'officiers prussiens et l'acteur s'impose sous le slogan : « l'homme que vous aimerez haïr ». La fin du conflit met un terme provisoire à sa carrière d'acteur. Il se lance alors dans la réalisation, se révélant un metteur en scène ambitieux et visionnaire, sur un mode pessimiste et cynique. Dès son premier film, La Loi des montagnes (1919), ses obsessions sont manifestes : l'argent, le sexe et l'infirmité. Avec Folies de femmes (1921), il brosse un portrait au vitriol d'une société corrompue par l'argent. Perfectionniste, il exige que les armoires et les commodes, qui ne sont pas une seule fois ouvertes, soient remplies de vêtements. Avec La Veuve joyeuse (1925), il détourne une opérette pour en faire un film sur les orgies dans une cour royale avec infirmes, obsédés sexuels et monarques dégénérés.

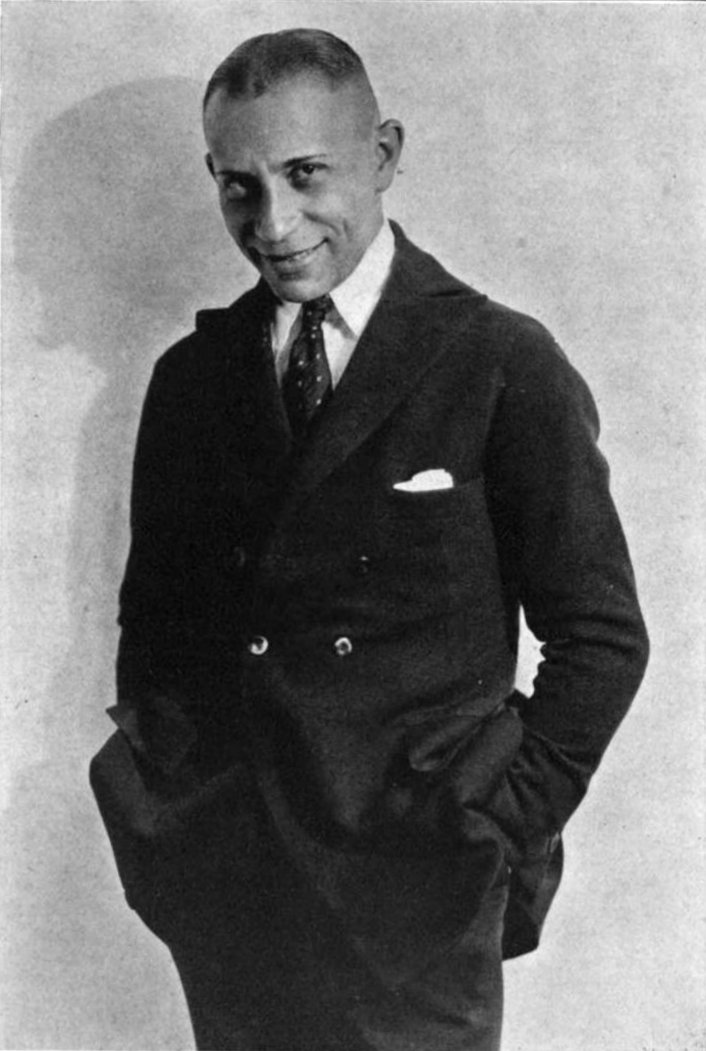
L'acteur vers 1920 dont la carrière semble s'affirmer, y compris avec l'arrivée du cinéma parlant.

Le tournage Queen Kelly avec Gloria Swanson en 1928 ne déroge pas à la règle mais des différends financiers et éditoriaux (la censure jugeant certaines scènes trop osées) avec Joseph Kennedy, coproducteur et associé de Swanson, poussent le réalisateur au départ. Kennedy déclare : « On ne doit jamais plus permettre à Stroheim de diriger un film »[réf. nécessaire].
De fait, peu convaincu par le cinéma parlant et lâché peu à peu par les producteurs de Hollywood (son dernier et unique film parlant, Hello, Sister!, adapté de la pièce de théâtre Walking down Broadway de Dan Powell, est ainsi entièrement remonté sur ordre du producteur Sol Wurtzel et agrémenté de nouvelles scènes tournées par Alfred Werker avant sa sortie en 1933), Stroheim abandonne la mise en scène pour se consacrer à sa carrière d'acteur. Il publie parallèlement un roman, inspiré d'un scénario non exploité : Paprika (1935).
Il émigre en France où il est considéré comme un des plus grands cinéastes de son temps avec Charlie Chaplin[réf. nécessaire], et trouve des rôles à la hauteur de son talent dont celui du commandant à la minerve dans La Grande Illusion, réalisé par Jean Renoir en 1937, aux côtés de Pierre Fresnay, Jean Gabin et Marcel Dalio.
La même année, Pierre Chenal lui offre un face-à-face avec Louis Jouvet dans L'Alibi. En 1938, il joue avec Michel Simon dans Les Disparus de Saint-Agil de Christian-Jaque. Il devient aussi un spectateur assidu du théâtre du Grand-Guignol au temps de l'administration de José de Bérys.
Alors qu'il s'apprête à réaliser et jouer dans La Dame blanche, un film dont il a écrit le scénario avec Jean Renoir, aux côtés de Louis Jouvet et Jean-Louis Barrault, la Seconde Guerre mondiale éclate. Von Stroheim retourne alors aux États-Unis. Après avoir remplacé Boris Karloff dans la pièce de Joseph Kesselring, Arsenic et vieilles dentelles en 1942-1943 à Broadway, il retrouve le chemin des studios incarnant entre autres le maréchal Erwin Rommel dans Les Cinq Secrets du désert de Billy Wilder.
Ce dernier lui offre en 1950 un de ses plus grands rôles dans Boulevard du crépuscule, critique au vitriol de l'industrie hollywoodienne où réalité et fiction se confondent. Buster Keaton et Cecil B. DeMille y jouent leurs propres personnages aux côtés de Gloria Swanson dans le rôle de Norma Desmond, une ancienne star du muet, en grande partie inspirée de sa propre expérience. Quant à Von Stroheim, il y incarne Max, le majordome et ancien réalisateur des films de Norma (tout comme Von Stroheim avait dirigé Gloria Swanson dans Queen Kelly 20 ans plus tôt). Sa prestation lui vaut une nomination à l'Oscar du meilleur second rôle masculin lors de la 23e cérémonie des Oscars.
Il est de retour en France au début des années 1950, où il se consacre principalement à l'écriture. Il publie en 1951 le premier tome des Feux de la Saint-Jean, Véronica, suivi trois ans plus tard du second, Constanzia. En 1956 paraît Poto Poto, son dernier roman inspiré d'un scénario écrit pour Marlene Dietrich en 1933. Dans la préface, Blaise Cendrars écrit : « Au-delà de l'histoire, à force de démesure et de cris, d'épouvante et de sang, les personnages imposent l'inexplicable et souvent l'insoutenable présence de leur créateur ».
L'un de ses derniers rôles au cinéma est celui de Ludwig van Beethoven dans Napoléon de Sacha Guitry en 1954. Il finit sa vie à Maurepas (Yvelines), près de Paris, avec sa compagne, l'actrice Denise Vernac rencontrée en 1939. Il est fait chevalier dans l'Ordre de la Légion d'honneur en 1957 peu de temps avant sa mort, à 71 ans, d'un cancer de la moelle épinière.

### Vie privée
Erich von Stroheim a été marié trois fois : avec Margaret Knox (19 février 1913 – novembre 1915), Mae Jones (1916 – juillet 1919), dont il eut un fils, Erich Jr. (1916-1968), et Valérie Germonprez (16 octobre 1920) dont il se sépara en 1936 à son départ des États-Unis, mais ne divorça jamais et avec laquelle il eut un fils, Josef (1922–2002).
Il est inhumé au cimetière de Maurepas (Yvelines).

## Analyse de l'œuvre

### Le réalisateur
- Si vous ne connaissez pas le sujet, laissez ce bandeau (vous pouvez alors contacter les auteurs).
- Si vous supprimez le contenu mis en cause (vous pouvez préalablement contacter les auteurs),

argumentez précisément cette suppression dans la page de discussion
(un manque de référence n'est pas un argument ; une recherche réelle de référence doit avoir été effectuée, être formellement documentée).

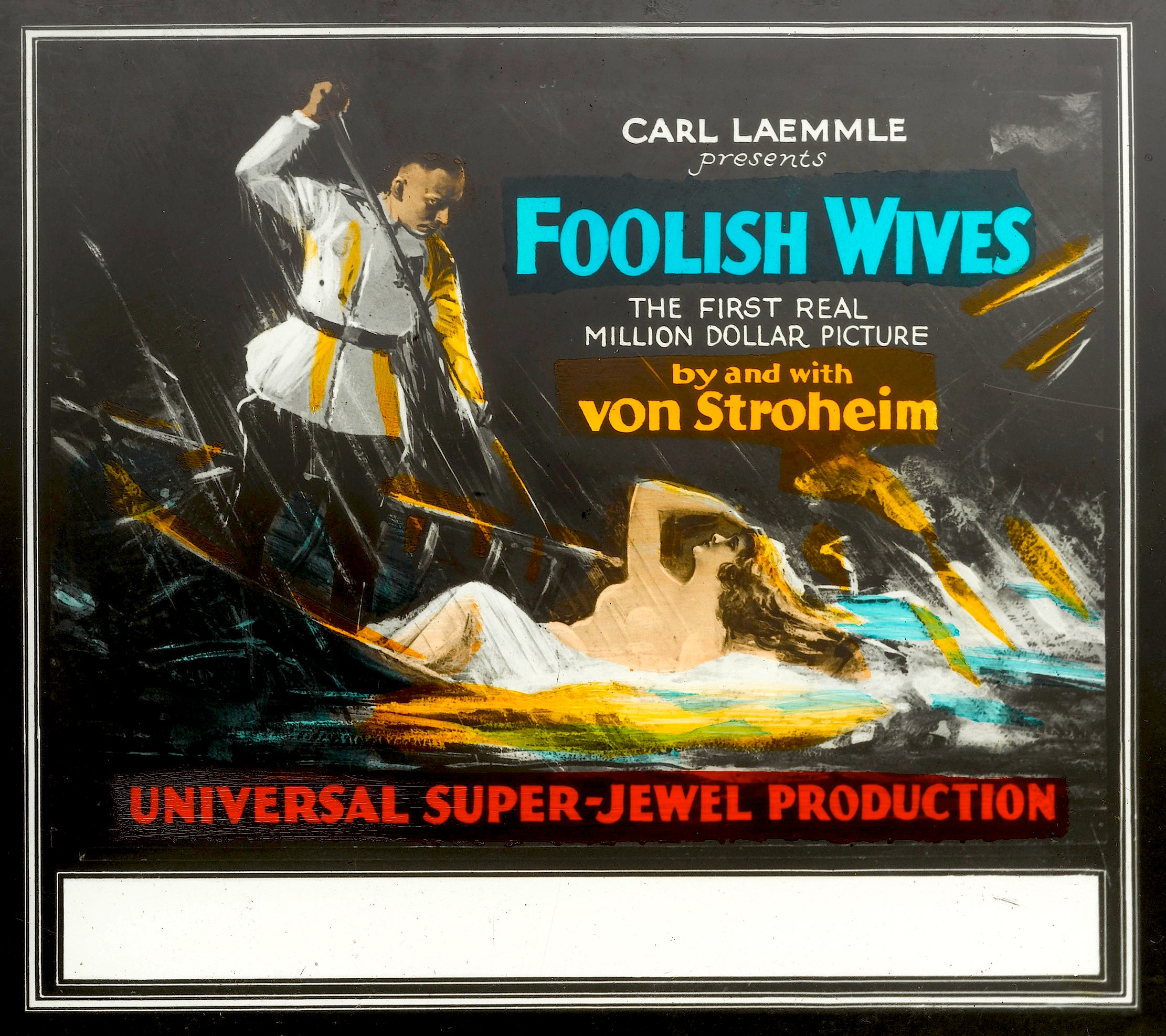
Affiche de Folies de femmes (1921)

Sur les budgets gigantesques que réclamaient ses films, et qui ont causé sa perte, Erich von Stroheim a déclaré : « Mes films coûtent cher car mes sujets ont beaucoup d'ampleur, et que je veux être le plus exhaustif possible. » Sa seule erreur est d'avoir réalisé ces chefs-d'œuvre dans l'Amérique puritaine des années 1920. Le sexe et l'argent sont des sujets hautement tabous, et montrer que les êtres humains sont pervertis autant par l'un que par l'autre était une entreprise risquée. Pendant le tournage de Boulevard du crépuscule, Billy Wilder dit à von Stroheim : « Vous savez pourquoi vous avez été incompris ? Parce que vous aviez dix ans d'avance. » Von Stroheim lui répondit : « Non, vingt ans ».
Dans Folies de femmes : il joue un officier russe appartenant à l'aristrocatie, le comte Karamzin, en exil avec deux princesses, dans la ville de Monte-Carlo. Tous les trois sont des escrocs recherchés par la police. Il courtise la femme de l'ambassadeur américain, et lui soutire une énorme somme d'argent. La servante de Karamzin, amoureuse et enceinte de son patron, l'enferme avec sa maîtresse dans une tour et y met le feu. Karamzin, une fois sauvé et désireux d'échapper à la police, se réfugie chez un vieil anarchiste, fabricant de fausse monnaie et veut violer sa fille. Surpris par le père, il est tué et son cadavre est jeté dans un égout.
Lorsqu'il met en chantier Les Rapaces, il exige de tourner dans une maison où un meurtre a été commis, et réalise un film de sept heures. Une fois encore, von Stroheim n'épargne rien ni personne. McTeague ouvre un cabinet dentaire, alors qu'il n'a aucun diplôme médical, et tente de violer la fiancée de son ami Marcus. Il l'épouse, et celle-ci gagne une forte somme à une loterie. Fou de jalousie, Marcus dénonce McTeague à la police. Ruiné, McTeague tue sa femme pour s'emparer de son argent et s'enfuit. Marcus le poursuit et parvient à s'enchaîner à lui avant qu'il ne le tue. McTeague meurt de soif, avec le cadavre à son poignet.
L'actrice Gloria Swanson lui propose de mettre en scène Queen Kelly. Dans un royaume imaginaire, la reine passe son temps à se promener nue, ce qui agace son fiancé et cousin, le prince Wolfram, un soldat libertin. En manœuvre avec son escadron, Wolfram croise un groupe de jeunes filles. Le prince à cheval les salue, elles s'inclinent mais l'une d'elles perd sa culotte. Éclat de rire dans l'escadron. Furieuse, Kitty Kelly ramasse son sous-vêtement et le jette à la figure du prince qui tombe amoureux d'elle.
La censure ne laissant rien passer, les scènes jugées trop scandaleuses étaient retirées du montage final, et à chaque fois le film y perdait. Pour Folies de femmes, il fut obligé de retirer des séquences excessives comme l'éclatement d'un bouton de pus en gros plan, ou encore celle où le comte, habillé en femme, batifole avec les deux princesses. La sanction fut plus lourde pour Les Rapaces : le film ne sortit jamais dans la durée souhaitée par son auteur, et fut réduit de presque deux tiers. Initialement, von Stroheim avait tourné quarante-deux bobines. Le bon sens l'emportant, il réduit le film à vingt-quatre bobines, puis refuse de le couper encore. Finalement le montage final imposé par la MGM n'en conserve que dix. Le réalisateur désavoua cette version. Malgré toutes les mutilations dont furent victimes ses films, ils contiennent tous une volonté d'exorcisme, une charge féroce et visionnaire contre la société qui cause ce mal-être.

## Filmographie

### Comme réalisateur
- 1919 : La Loi des montagnes ou Maris aveugles (Blind Husbands) - [9]
- 1920 : Les Passe-partout du diable (The Devil's Passkey) [10] (film perdu)
- 1921 : Folies de femmes (Foolish Wives) [9]
- 1923 : Les Chevaux de bois (Merry-Go-Round) [11]
- 1924 : Les Rapaces (Greed) [9]
- 1925 : La Veuve joyeuse (The Merry Widow) [11]
- 1926 : La Symphonie nuptiale (The Wedding March) [12]
- 1926 : Mariage de prince (The Honeymoon) [12] (film perdu)
- 1928 : Queen Kelly ou La Reine Kelly [9]
- 1929 : Gabbo le ventriloque (The Great Gabbo) de James Cruze (Erich von Stroheim non crédité)
- 1933 : Hello, Sister! [13].

### Comme acteur
- 1915 : Naissance d'une nation de D. W. Griffith : figurant
- 1915 : Captain Macklin (court métrage) de Jack Conway : officier à cheval
- 1915 : Ghosts de George Nichols : employé d'école [14]
- 1915 : The Country Boy de Frederick A. Thomson : client au restaurant (simple apparition)
- 1915 : Le Vieil Heidelberg (ou Le Prince étudiant) (Old Heidelberg) de John Emerson : Lutz [15]
- 1915 : Secrétaire mondain de John Emerson [16] :
- 1916 : Intolérance de D. W. Griffith : un pharisien [16]
- 1916 : Macbeth de John Emerson [16]
- 1916 : Amour et publicité (His Picture in the Papers) de John Emerson : l'un des Weazel [16]
- 1916 : La Secrétaire particulière (The Social Secretary) de John Emerson : la buse [16]
- 1916 : Moins que poussière de John Emerson [16]
- 1916 : The Flying Torpedo de John O'Brien et Christy Cabanne : un complice
- 1917 : Panthea de Allan Dwan : lieutenant de police [16]
- 1917 : Sa revanche (In Again, Out Again) de John Emerson : un officier [16]
- 1917 : Douglas dans la lune (Reaching for the Moon) de John Emerson : l'aide du Prince Badinoff
- 1917 : Le Diamant de la couronne (Sylvia of the Secret Service) de George Fitzmaurice : Peter [15]
- 1917 : Pour la France (For France) de Wesley Ruggles
- 1917 : Draft 258 de Christy Cabanne
- 1917 : Who Goes There? de William P. S. Earle
- 1917 : Il court, il court le furet de John Emerson : le bandit borgne [15]
- 1918 : Le Sceptique (The Unbeliever) d'Alan Crosland : lieutenant Kurt von Schnieditz
- 1918 : Cœurs du monde (Hearts of the World) de D. W. Griffith : un officier allemand [15]
- 1918 : Bas les masques ! (L'Ennemi dans les murs) (The Hun Within) de Christy Cabanne : Von Bickel
- 1918 : Pour l'humanité (The Heart of Humanity) d'Allen Holubar : Eric von Eberhard [17]
- 1919 : La Loi des montagnes ou Maris aveugles (Blind Husbands) de lui-même : le lieutenant Eric von Steuben, l'autre homme
- 1921 : Folies de femmes (Foolish Wives) de lui-même : Wladislaw Sergius Karamzin
- 1923 : Âmes à vendre (Souls for Sale) de Rupert Hughes : lui-même
- 1924 : Les Rapaces (Greed) de lui-même : le vendeur de ballons
- 1926 : La Symphonie nuptiale (The Wedding March) de lui-même : Nickolas « Nikki » von Wildeliebe-Rauffenburg
- 1928 : La Tempête de Sam Taylor [18]
- 1929 : Gabbo le ventriloque (The Great Gabbo) de James Cruze : le grand Gabbo
- 1930 : Agent Z 1 (Three Faces East) de Roy Del Ruth : Valdar / Schiller / Biecher
- 1931 : Le Sphinx a parlé (Friends and Lovers) de Victor Schertzinger : Victor Sangrito
- 1932 : 4 de l'aviation (The Lost Squadron) de George Archainbaud et Paul Sloane : Arthur von Furst
- 1932 : Comme tu me veux (As You Desire Me) de George Fitzmaurice : Carl Salter
- 1934 : Crimson Romance de David Howard : capitaine Wolters [19]
- 1934 : Poste frontière (Fugitive Road) de Frank R. Strayer : capitaine Oswald von Traunsee [19]
- 1935 : Le Crime du docteur Crespi (The Crime of Dotor Crespi) de John H. Auer : Dr André Crespi
- 1935 : Anna Karénine de Clarence Brown[19] :
- 1936 : San Francisco de W. S. Van Dyke [20]
- 1936 : Les Poupées du diable de Tod Browning [18]
- 1936 : Les Candélabres de l'Empereur de George Fitzmaurice [18] (non crédité)
- 1936 : Marthe Richard, au service de la France de Raymond Bernard : baron Erich von Ludow
- 1937 : Between Two Women de George B. Seitz [18]
- 1937 : La Grande Illusion de Jean Renoir : capitaine von Rauffenstein
- 1937 : Mademoiselle Docteur (Under Secrets Orders) d'Edmond T. Gréville : colonel W. Mathesius / Simonis
- 1937 : L'Alibi de Pierre Chenal : professeur Winckler
- 1938 : Les Pirates du rail de Christian-Jaque : le roi Tchou
- 1938 : La Vie des artistes, documentaire de Bernard Roland :
- 1938 : L'Affaire Lafarge de Pierre Chenal : Denis
- 1938 : Les Disparus de Saint-Agil de Christian-Jaque : Walter, professeur d'anglais
- 1938 : Ultimatum de Robert Wiene : général Simovic
- 1938 : Gibraltar de Fedor Ozep : Marson
- 1939 : Menaces de Edmond T. Gréville : professeur Hoffman
- 1939 : Rappel immédiat de Léon Mathot : capitaine Stanley Wells
- 1939 : Pièges de Robert Siodmak : Pears
- 1939 : Le Monde tremblera ou La Révolte des vivants de Richard Pottier : Emil Lasser / Monsieur Frank
- 1939 : Derrière la façade de Georges Lacombe et Yves Mirande : Eric
- 1939 : Tempête sur Paris de Dominique Bernard-Deschamps : Korlick
- 1939 : Macao, l'enfer du jeu de Jean Delannoy : Werner von Krall
- 1939 : Paris-New York de Claude Heymann et Yves Mirande :
- 1940 : Tanya l'aventurière (I Was an Adventuress) de Gregory Ratoff : André Désormeaux
- 1941 : Ainsi finit notre nuit (So Ends Our Night) de John Cromwell : Brenner
- 1943 : Les Cinq Secrets du désert (Five Graves to Cairo) de Billy Wilder : Feldmarschall Erwin Rommel
- 1943 : L'Étoile du Nord (The North Star) de Lewis Milestone : docteur von Harden
- 1944 : La Femme et le Monstre (The Lady and The Monster) de George Sherman : professeur Franz Mueller
- 1944 : Tempête sur Lisbonne (Storm Over Lisbon) de George Sherman : Deresco
- 1944 : La Cible vivante (The Great Flamarion) d'Anthony Mann : le grand Flamarion
- 1945 : Scotland Yard Investigator (en) de George Blair : Carl Hoffmeyer
- 1945 : Le Masque de Dijon (The Mask of Diijon) de Lew Landers : Dijon
- 1945 : La Foire aux chimères de Pierre Chenal : Frank Davis
- 1946 : On ne meurt pas comme ça de Jean Boyer : Eric von Berg
- 1948 : La Danse de mort de Marcel Cravenne : le capitaine Edgar [18]
- 1948 : Le Signal rouge de Ernst Neubach : docteur Mathias Berthold
- 1949 : Portrait d'un assassin de Bernard-Roland : Eric
- 1950 : Boulevard du crépuscule (Sunset Boulevard) de Billy Wilder : Maximillian « Max » von Mayerling
- 1952 : L'Envers du paradis de Edmond T. Gréville : William O'Hara
- 1953 : Alerte au Sud de Jean Devaivre : Conrad Nagel
- 1953 : Mandragore (Alraune) d'Arthur Maria Rabenalt : Jacob ten Brinken
- 1953 : Minuit quai de Bercy de Christian Stengel : professeur Kieffer
- 1955 : Napoléon de Sacha Guitry : Ludwig van Beethoven
- 1955 : Série noire de Pierre Foucaud : Sacha Zavaroff
- 1955 : La Madone des sleepings de Henri Diamant-Berger : Dr. Siegfried Traurig

### Comme scénariste
Scénarios originaux
- 1918 : Blind Husbands (La Loi des montagnes)
- 1919 : Devil's Passkey (Le Passe-partout du diable)
- 1920 : Foolissh Wives (Folies de femmes)
- 1921 : Merry-Go-Round (Chevaux de bois)
- 1926 : Wedding March (La Symphonie nuptiale)
- 1927 : Queen Kelly (La Reine Kelly)
- 1927 : Poto-poto - inédit
- 1928 : Tempest (Tempête)
- 1928 : East of the Setting Sun (À l'Est du soleil couchant) - inédit
- 1932 : Walking down Broadway (En descendant Broadway) - inédit
- 1951 : I'll Waiting for You! (Je t'attendrai) - inédit

Adaptations et découpages techniques
- 1923 : Greed (Les Rapaces)
- 1925 : The Merry Widow (La Veuve joyeuse)

## Romans
- Paprika, trad. Jacqueline Odile Verly, édition André Martel, 1950 première édition : The Macaulay Company, New York, 1935
- Les Feux de la Saint-Jean, trad. Renée Nitzschke, édition André Martel
  - Véronica (1951)
  - Constanzia (1954)
- Poto Poto, trad. Renée Nitzschke, préface de Blaise Cendrars, édition de la Fontaine, 1956 ; rééd. Pygmalion, 2001 Roman adapté d'un scénario inédit par l'auteur.

#### Bases de données et dictionnaires
- Ressources relatives à l'audiovisuel :   - AllMovie
  - Allociné
  - American Film Institute
  - Ciné-Ressources
  - Filmportal
  - Filmweb.pl
  - IMDb
  - Rotten Tomatoes
  - Unifrance
- Ressources relatives au spectacle :   - Archives suisses des arts de la scène
  - Internet Broadway Database
- Ressources relatives aux beaux-arts :   - Museum of Modern Art
  - Union List of Artist Names
- Ressource relative à la vie publique :   - base Léonore
- Ressource relative à la musique :   - Muziekweb
- Notices dans des dictionnaires ou encyclopédies généralistes :   - American National Biography
  - Britannica
  - Brockhaus
  - Den Store Danske Encyklopædi
  - Deutsche Biographie
  - Gran Enciclopèdia Catalana
  - Hrvatska Enciklopedija
  - Internetowa encyklopedia PWN
  - Larousse
  - Munzinger
  - Store norske leksikon
  - Treccani
  - Universalis
  - Visuotinė lietuvių enciklopedija
- Notices d'autorité :   - VIAF
  - ISNI
  - BnF (données)
  - IdRef
  - LCCN
  - GND
  - Japon
  - CiNii
  - Espagne
  - Pays-Bas
  - Pologne
  - Israël
  - NUKAT
  - Catalogne
  - Suède
  - Australie
  - Norvège
  - Tchéquie
  - WorldCat